# Kanton Avignon-Nord
Kanton Avignon-Nord is een voormalig kanton van het Franse departement Vaucluse. Kanton Avignon-Nord maakte deel uit van het arrondissement Avignon en telde 33 028 inwoners in 1999. Het werd opgeheven bij decreet van 25 februari 2014, met uitwerking op 22 maart 2015.

## Gemeenten
Het kanton Avignon-Nord omvatte de volgende gemeenten:
- Avignon (deels, hoofdplaats)
- Le Pontet